# Karhuniemi (udde i Finland)
Karhuniemi är en udde i Finland. Den ligger i S:t Karins i landskapet Egentliga Finland, i den södra delen av landet, 140 km väster om huvudstaden Helsingfors.
Terrängen inåt land är platt. Havet är nära Karhuniemi österut. Runt Karhuniemi är det ganska tätbefolkat, med 52 invånare per kvadratkilometer. Närmaste större samhälle är Åbo, 13,6 km nordväst om Karhuniemi. I omgivningarna runt Karhuniemi växer i huvudsak barrskog.